# Над Тетеревом
Над Те́теревом — лісовий заказник місцевого значення в Україні. Розташований над річищем Тетерева, поміж селищами Дениші і Тригір'я Житомирського району Житомирської області.

## Загальні дані
Площа заказника 34,8 га. Землекористувачем території заказника є державне підприємство «Житомирське лісове господарство». Заснований згідно з рішенням обласного виконавчого комітету від 23 грудня 1991 року за № 360. Заказник розташований у кварталі 13 (виділи 24, 25, 30); кварталі 18 (виділи 2, 3, 4); кварталі 19 (виділи 1, 2, 3, 4, 7); кварталі 20 (виділи 18, 19, 20). Займає територію вздовж берега річки Тетерів та берега Буківського водосховища — резервуара питної води для міста Житомира.
Поряд, на землях Тригірського лісництва, закладено у кварталі 9 виділ 1-5, 7, 8 лісовий заказник місцевого значення «Замок Терещенка» площею 22,1 га з 130—150-річними дубами і ботанічну пам'ятку природи місцевого значення Урочище «Тригір'я» для охорони та збереження трьох дубів віком 450—590 років. На правому березі річки на горі біля греблі у кварталі 18 виділ 2 Тригірського лісництва розташовано найстаріший дуб «Патріарх», що має вік понад 585 років.. При висоті 33—35 м діаметр стовбура виносить 1,9 м, діаметр крони 11,6 м. За останні 50 років його діаметр зріс на 0,2 м. За легендою, під ним відпочивав Богдан Хмельницький. Цей дуб черешчатий і ще два дерева у Житомирський області аналогічного віку (500—550 років) визнані пам'ятками природи державного значення.

## Опис
Заказник було створено з метою охорони і збереження залишків тригірського дубово-соснового корабельного лісу кінця XVIII ст. — початку XIX ст., що росте в унікальному скельному ландшафтному середовищі. Діброва виникла на основі насаджень двох основних вікових груп. Її утворюють дерева старшого покоління 360—410-річних дубово-соснових насаджень та молодшого покоління 200—290-річних насаджень. Середня висота сосен становить 32 м, дубів 26—30 м при середньому діаметрі стовбурів сосни 0,72 м, дуба 0,82 м. У другому ярусі лісу серед інших порід дерев переважають насадження грабу.
Особливістю ландшафту заказника є вихід гранітів Житомирського гранітного щита на скелястих берегах річки Тетерів, на якій поміж селами Тригір'я і Дениш існує невеликий водоспад. У Денешах неподалік річки височить 25-метрова скеля, що стала улюбленим місцем тренувань альпіністів-скелелазів.

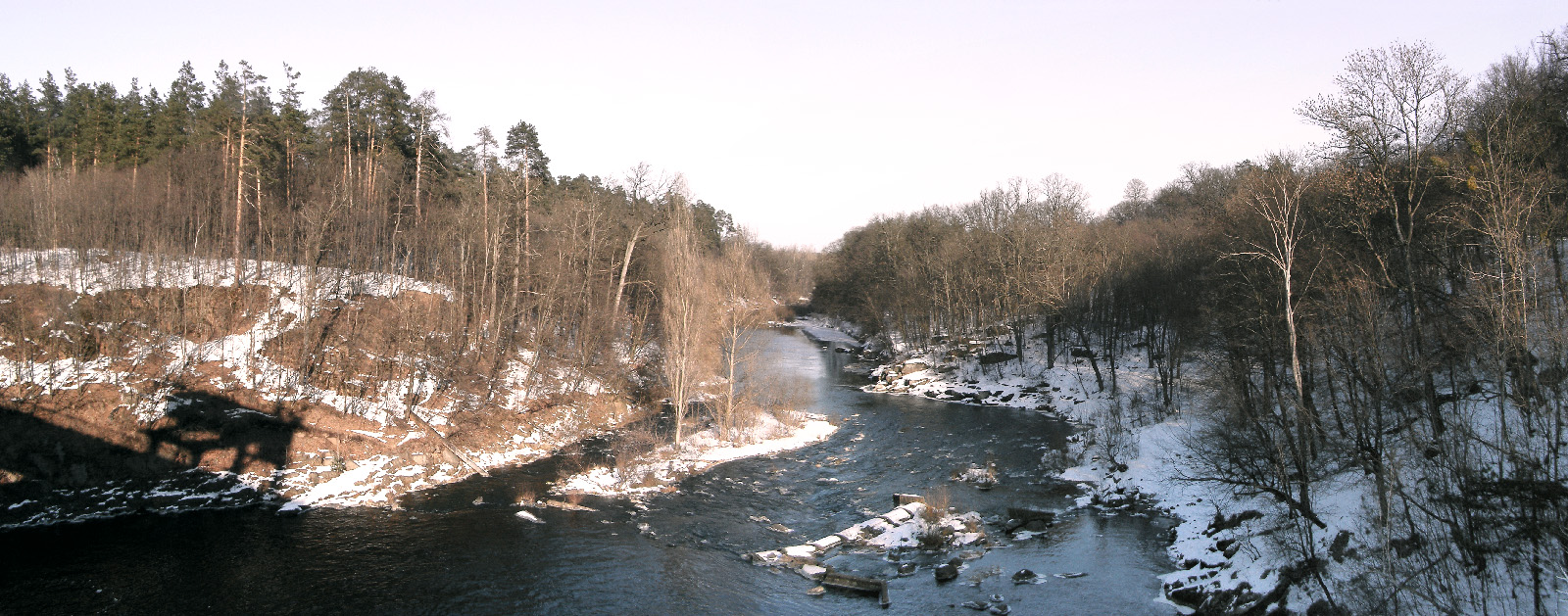
Заказник «Над Тетеревом»

## Історія заповідання
16.07.1926 року Волинський науково-дослідний державний музей звернувся до Українського комітету охорони пам'яток природи, надіславши перелік пам'яток природи Волинської округи, виділених працівниками музею. При цьому, в листі зазначено, що повноцінних «заповідників на території округи нема». Таким чином лист був пропозицією оголосити заповідними вказані ділянки. Серед таких був запис «7.Лівий берег Тетерева від с. Буки до с. Денеші Троянівського району. Скелі висотою 30 аршинів. Площа — 10 десятин », що відповідає нинішньому заказнику.